# كلود جاد
 كلود جاد (بالفرنسية: Claude Jade)‏ ممثلة فرنسية (8 أكتوبر 1948 - 1 ديسمبر 2006) درست في كونسيرفاتوار الفنون الدراميّة في ديجون منذ كان عمرها سن 15 عاما. اكتشفت في عام 1968 من قبل فرانسوا تروفو. كانت بطلة أفلام فرانسوا تروفو «قبلات مسروقة (فيلم فرنسي)» (1968)، «السرير والمجلس» (1970) و «الحب على المدى» (1979). عملت كلود جاد أيضا مع ألفريد هيتشكوك في فيلم «توباز» (1968). وعملت بأكثر من 70 فيلماً دولياَ. عملت في فرنسا، الولايات المتحدة الأمريكية، إيطاليا، اليابان، اتحاد الجمهوريات الاشتراكية السوفياتية، ألمانيا وبلجيكا.
كما أدت كلود جاد أدواراً على شاشة التلفزيون بالإضافة إلى السينما والمسرح، ولعل أكثر أدوارها شهرة هي شخصية فيرونيك ديرجومو (بالفرنسية: Véronique d'Hergemont)‏ في مسلسل «جزيرة الأكفان الثلاثين» (1979) (بالفرنسية: L’Île aux trente cercueils)‏ وهو مسلسل تلفزيوني مبني على رواية كتبها موريس لوبلان تحمل الاسم نفسه.

## روابط خارجية
- كلود جاد على موقع IMDb (الإنجليزية)
- كلود جاد على موقع روتن توميتوز (الإنجليزية)
- كلود جاد على موقع ألو سيني (الفرنسية)
- كلود جاد على موقع أول موفي (الإنجليزية)
- كلود جاد على موقع قاعدة بيانات الأفلام السويدية (السويدية)
- كلود جاد على موقع ديسكوغز (الإنجليزية)
- كلود جاد على موقع قاعدة بيانات الفيلم (الإنجليزية)
- كلود جاد على موقع كينوبويسك (الروسية)